# Ophidion barbatum
Ophidion barbatum — вид риб родини Ошибневих (Ophidiidae). Поширений у північно-східній частині Атлантики від Великої Британії до Сенегалу, також у північній частині Середземного моря. Морська демерсальна риба, що сягає 25 см довжиною.